# Jelena Wiktorowna Golowina
Jelena Wiktorowna Golowina, in manchen Quellen Jelena Wladimirowna Golowina, (russisch Елена Викторовна Головина oder Елена Владимировна Головина; * 16. Februar 1961) ist eine ehemalige sowjetische Biathletin.
In den 1980er- und frühen 1990er-Jahren war Golowina Mitglied der bei Weltmeisterschaften dominierenden sowjetischen Biathlonmannschaft.

## Erfolge
Weltmeisterschaften
Im Jahre 1985 und in den Jahren 1987 bis 1991 gewann Golowina sechs Goldmedaillen mit der von 1984 bis 1991 acht Jahre lang ungeschlagenen sowjetischen Staffel. Darüber hinaus errang Golowina von 1989 bis 1991 mit der sowjetischen Mannschaft drei weitere Goldmedaillen.
Neben diesen neun Goldmedaillen wurde Golowina 1987 Weltmeisterin im Einzel und gewann damit die einzige Goldmedaille ihrer Karriere in einer Einzeldisziplin. Zwei weitere Einzelmedaillen gewann sie mit der Silbermedaille im Einzel 1990 in Minsk sowie der Bronzemedaille im Sprint 1991 in Lahti. Mit insgesamt zehn Goldmedaillen war Golowina bis zum März 2012 die erfolgreichste Biathletin bei Weltmeisterschaften. Dann wurde sie in dieser Statistik von Magdalena Neuner abgelöst.
Weltcup
Neben den Weltmeisterschaften war Golowina auch im Biathlon-Weltcup erfolgreich. In der Saison 1988/89 war sie die erste nichtskandinavische Gewinnerin des Gesamtweltcups, in der darauffolgenden Saison wurde sie Dritte.
Golowina war 1985 und 1987 sowjetische Meisterin mit der Staffel, 1990 im Patrouillenlauf.